# Louis Amédée Rappe
Pour les articles homonymes, voir Rappe.
Louis Amédée Rappe, né le 2 février 1801 à Audrehem (Pas-de-Calais, France) et mort le 8 septembre 1877 à Saint Albans (Vermont, États-Unis), est un prélat catholique français, missionnaire en Amérique et premier évêque de Cleveland de 1847 à 1870.

## Biographie
Amédée Rappe est né le 2 février 1801 (13 pluviôse an IX) à Audrehem (Pas de Calais, France) de l’union de Gabriel Éloy Rappe, cultivateur et maire du village, et de Marie-Anne Noël ; il est le quatorzième enfant de la famille.

### Engagement sacerdotal
C’est en 1819 qu’il émet le vœu d'entrer dans les ordres. Il part alors chez l’un de ses parents à Pernes, l'abbé Noël, afin de parfaire son éducation qui s’était jusque-là fondée uniquement sur les savoirs transmis par l’école communale.  En 1820, il entre au collège de Boulogne, alors dirigé par l’abbé Haffreingue. En 1821, il reçoit la tonsure du cardinal de la Tour d’Auvergne, évêque d’Arras. Il entre au séminaire d’Arras dès la fin de ses études au collège en 1826.  Après avoir reçu les ordres mineurs, avoir été ordonné sous-diacre et diacre, il est ordonné prêtre le 14 mars 1829. Il sert la paroisse de Wismes jusqu’à ce qu’il devienne l’aumônier du couvent des Ursulines de Boulogne-sur-Mer, de janvier 1834 à mai 1840. En 1839, Mgr Purcell, évêque de Cincinnati aux États-Unis, est de passage, au cours son voyage en Europe, au couvent des Ursulines. Sa rencontre avec Amédée Rappe achève de convaincre ce dernier de sa volonté de partir pour l’Amérique. Ce ne fut pas facile pour lui d’obtenir la permission de ses supérieurs pour le départ au vu de son âge, trente-neuf ans déjà, et de sa non maîtrise de la langue anglaise. Cependant il était très apprécié de sa communauté et cela dut jouer en sa faveur.

### Départ pour l'Amérique
Il embarqua alors pour l’Amérique en septembre 1840 et fut recueilli dès son arrivée par Mgr Purcell qui se chargea de lui inculquer des notions de langue anglaise. On lui confia ensuite le soin de la paroisse qui s’étendait du bord du lac Maumee jusqu'à Toledo. À cette époque, la construction du canal d'Érié battait son plein et de nombreux ouvriers catholiques débarquaient dont de nombreux Irlandais,. La région était en proie à la misère, alcoolisme et épidémies faisaient rage. L'abbé Rappe se démenait sans répit pour aider sa communauté et se voulait un modèle pour celle-ci ; fait notoire, il ne touchait plus à une goutte d’alcool.

### Érection du diocèse de Cleveland et consécration
Mgr Purcell, dont la juridiction comprenait tout l’État de l’Ohio, sollicita un partage de sa charge, celle-ci n’étant plus tenable seul. Ce fut Cleveland qui fut choisie pour accueillir un siège épiscopal et le zélé missionnaire du Maumee, l'abbé Rappe fut choisi pour en devenir l’évêque. Il fut consacré à Cincinnati, le 10 octobre 1847. Il se dévoua pleinement à son évêché et entreprit de faire construire une cathédrale pour Cleveland, aujourd’hui la cathédrale Saint-Jean,. En 1849, il entreprit de recruter en Europe des missionnaires supplémentaires pour mener à bien sa charge. Il revint accompagné de quatre prêtres, cinq séminaristes, deux sœurs de charité, quatre religieuses et une postulante ursuline du couvent de Boulogne où il fut aumônier.

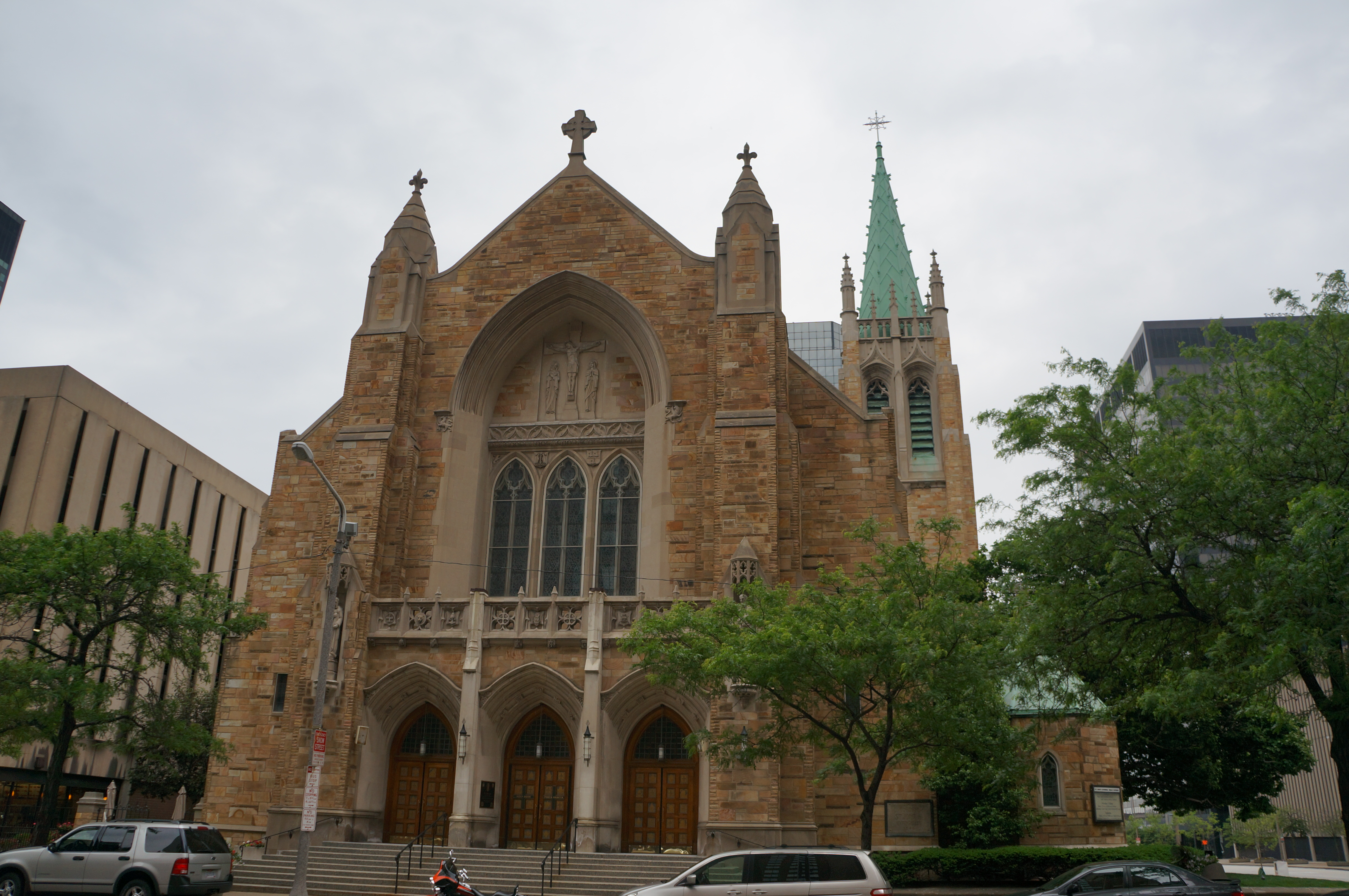
Cathédrale de Cleveland, construite par Mgr Rappe.

Il appuie donc la création d’orphelinats, Sainte-Marie pour les filles en 1851, l’orphelinat Saint-Vincent pour les garçons en 1853. Il patronnait de nombreux établissements d’éducation et favorisa l’implantation de nombreuses communautés religieuses de femmes à l’image des Sœurs du Bon-Pasteur. Mais l’une de ses plus grandes œuvres fut l’établissement du premier hôpital de Cleveland, l’hôpital Saint-Vincent-de-la-Charité. Pour cela, il partit à la quête de fonds, car il n’en avait pas lui-même les moyens, et il n’hésita pas à faire appel à des bourses non catholiques. Sa persévérance et les bienfaits visibles de ses œuvres lui permirent de convaincre nombre de donateurs et d’entreprendre la construction de cet hôpital.

### Fin de vie

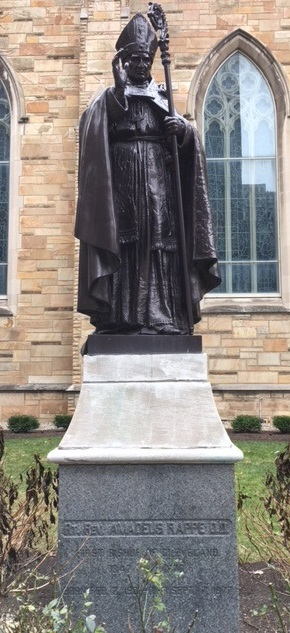
Statue de Mgr Rappe devant la cathédrale Saint-Jean-l'Évangéliste de Cleveland.

Cependant il était jalousé, fut victime de complots et trahisons, il préféra se démettre de ses fonctions le 22 août 1870, face à des accusations qui remettait en cause quarante années de dur labeur désintéressé.
Il se retira auprès de son ami Mgr Goesbriand, évêque de Burlington, et continua à prêcher de Montréal à Saint-Alban où il s’éteignit le 8 septembre 1877. Le jour de sa mort fut un jour de deuil pour l’ensemble de la communauté catholique de Cleveland, mais pas uniquement. Le Cleveland Leader, journal pourtant hostile à l’Église catholique écrivait : « Une dépêche de Saint Albans, (Vermont) annonce la mort du très révérend Amédée Rappe. L'évêque Rappe était Français de naissance et d'éducation. Ses belles qualités d'homme courtois et cultivé lui créèrent beaucoup d'amis parmi les personnes de toutes les classes et de religions différentes ; et l'on se rappelle l'indignation de ses amis américains, quand il fut évincé du diocèse qu'il avait si laborieusement créé. Peu de prélats catholiques ont montré un esprit libéral aussi large et aussi intelligent, avec les qualités séduisantes d'un citoyen qui a le goût du bien public. Quoique catholique zélé et militant, il avait un respect viril pour les droits et les opinions des autres. »
Entre 60 000 et 75 000 personnes suivirent le convoi funéraire dans les rues de Cleveland, une ville tout entière alors en deuil.

## Hommage
En 1888, le révérend Houck publie un livre rendant hommage à sa vie et son œuvre : « Vie Du T. R. Amédée Rappe; premier évêque de Cleveland ».
À l’occasion des 150 ans de sa nomination d’évêque, le 10 septembre 1997, le village d’Audrehem lui rendit hommage en inaugurant une plaque commémorative sur les murs de l’église Saint-Médard et en nommant la rue qui accueille sa maison natale la rue « Monseigneur Rappe ».
Régulièrement, lors des journées du patrimoine notamment, la mémoire de monseigneur Rappe est ravivée,,.